# Hate Forest
Hate Forest est un groupe de black metal ukrainien, originaire de Kharkiv.

## Biographie
Hate Forest est formé en 1995 par Roman Saenko. Après quatre ans d'existence, le groupe publie son premier véritable album, Scythia, en 1999. S'ensuivent alors bon nombre d'albums, toujours à l'ambiance noire, mystérieuse, aux pochettes représentant des forêts enneigées ou dévastées par l'incendie, pour la plupart. Après des albums d'une composition réellement sombre et emplie de haine comme The Most Ancient Ones (2001) ou Purity (2003), le groupe publie l'album Battlefields (2004), plus surprenant par sa musique black/doom entrecoupée de chants traditionnels ukrainiens.
Après près de dix ans d'existence, le groupe semble avoir disparu de la scène, après l'album Sorrow en 2005. Le groupe se sépare officiellement en 2004,. Le leader du groupe, Roman Saenko, se concentre maintenant sur ses autres projets, à savoir Drudkh, Dark Ages et Blood of Kingu. Dans les années 2000, Hate Forest signe avec Osmose Productions pour la réédition de ses six albums.
En 2012, Osmose Productions publie un ancien split Hate Forest / Ildjarn.
Le groupe se reforme néanmoins pour un unique concert en 2019, au festival Metal East: Нове Коло, à Kharkhiv le 1er juin 2019. Ils font leur retour officiel en décembre 2020 chez Osmose Productions avec l'album Hour of the Centaur, le label le décrit ainsi : 
« After 16 years of deathlike slumber, Hate Forest is back with a new album called ” Hour Of the Centaur” created and recorded in few days of April 2020. You will not find anything trendy or new here – band’s same unpenetrable dark wall of sound and bottomless maelstrom exclusively. This is laconic and honest black metal crafted on Old Europe’s eastern frontier, full of disgust to modern pseudo-intellectual, selfie/ Instagram “black metal”. »
Le groupe revient le 21 décembre 2022 avec un nouvel album, Innermost, toujours chez le même label. Un EP, Sowing with Salt, sort aussi peu de temps après en 2023. L'album suivant, nommé Justice, est aussi annoncé.

## Thèmes
Les textes sont inspirés de la mythologie slave, mais aussi de la philosophie de Nietzsche. Le groupe est affilié à tort à la scène nationale socialiste ukrainienne (national socialist black metal), le groupe n'ayant jamais revendiqué ces idées.
Néanmoins, on trouve des mentions passées pouvant laisser penser à des revendications racialistes, proche du suprémacisme blanc, comme cette mention dans le livret de The Most Ancient Ones (album de 2001) : « Aryan True Black Metal ».

## Membres

### Anciens membres
- Roman Saenko - chant, autres instruments
- Thurios
- Khaoth - batterie

## Discographie
- 1999 : Scythia (démo)
- 2000 : Darkness (EP)
- 2000 : The Curse (démo)
- 2001 : The Most Ancient Ones (compilation)
- 2001 : Blood & Fire (EP)
- 2001 : Ritual (EP)
- 2001 : The Gates (EP)
- 2001 : Blood and Fire/Ritual (compilation)
- 2002 : To Those Who Came Before Us (compilation)
- 2003 : Purity (album)
- 2003 : To Twilight Thickets (compilation)
- 2003 : Battlefields (album)
- 2004 : Resistance (EP)
- 2005 : Sorrow (album)
- 2005 : Nietzscheism (compilation)
- 2020 : Hour of the Centaur (album)